# Eusiroides orchomenipes
Eusiroides orchomenipes är en kräftdjursart som beskrevs av Walker 1904. Eusiroides orchomenipes ingår i släktet Eusiroides och familjen Eusiridae. Inga underarter finns listade i Catalogue of Life.